# کشتی بادبانی

یک نبرد دریایی بین دو کشتی گالئون سمت چپ گالئون وار اسپانیا و سمت راست گالئون معمولی متعلق به هلند در سده ۱۷ میلادی.

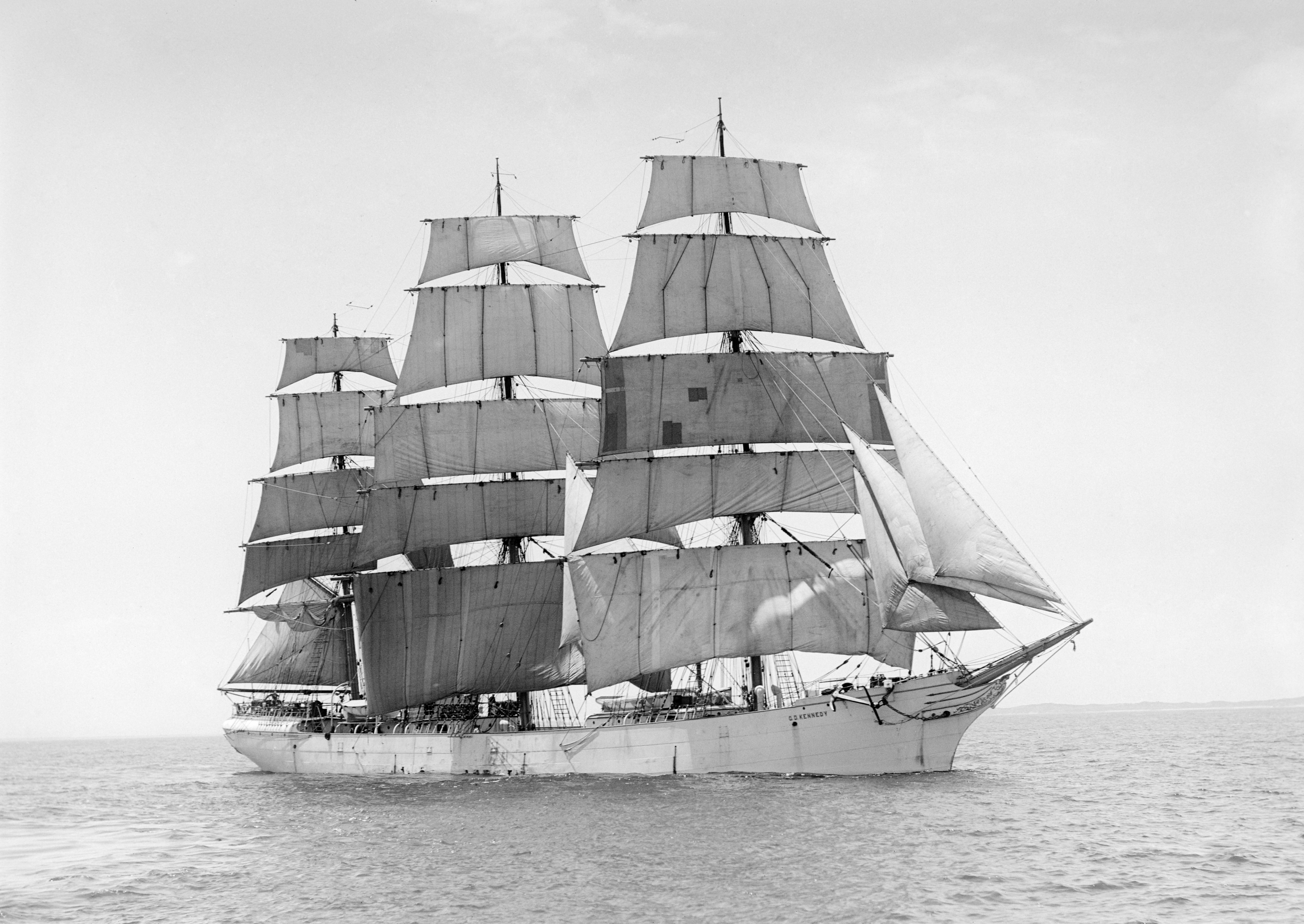
جی‌دی کندی، یک کشتی بادبانی تمام آهنی است که در سال ۱۸۸۸ میلادی به خدمت نیروی دریایی پادشاهی سوئد درآمد. این کشتی اکنون در ساحل استکهلم پهلو گرفته است و به عنوان مسافرخانه تغییر کاربری داده شده‌است.

کشتی بادبانی: گونه‌ای از کشتی است که در آن برایِ «پیشرانش» بادبان نصب شده‌ است.

## نگارخانه

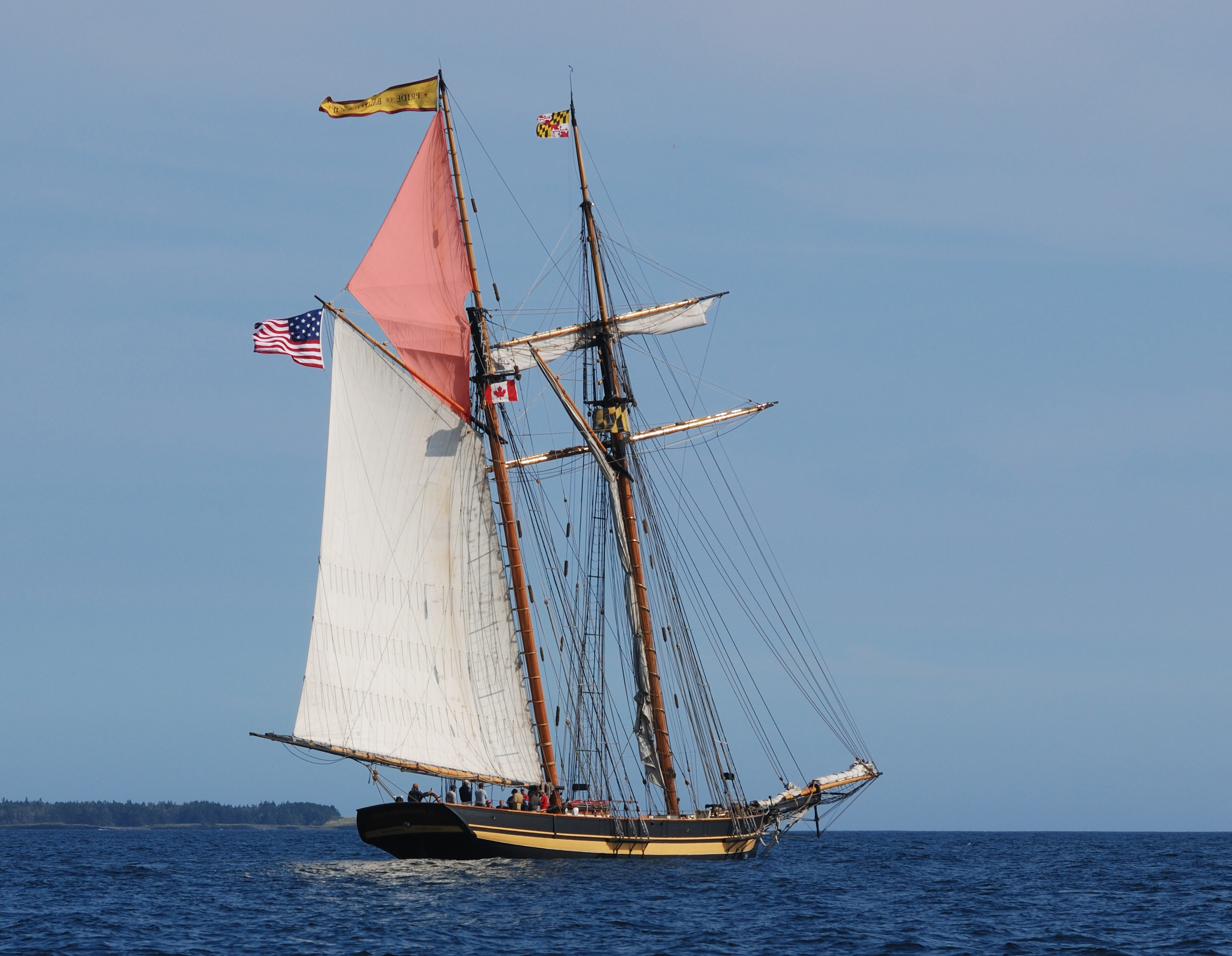
نگاره‌ای از کشتیِ بادبانی افتخارآمیز بالتمور که از نوع تاپسل (fr) است، یعنی بادبان هوایی در عقبِ قایق.
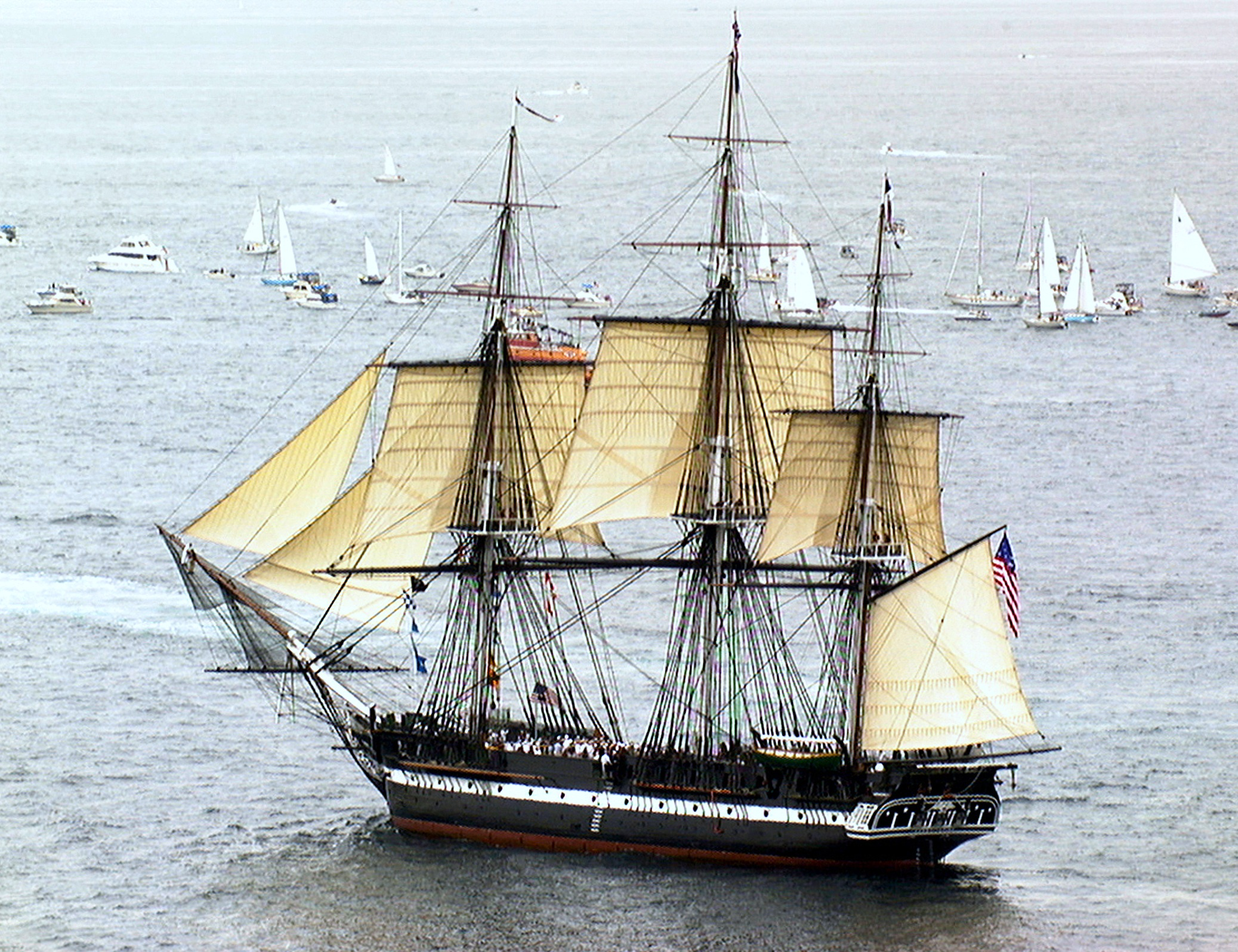
USS Constitution: در حال حرکت در خلیج ماساچوست، با اسم کوچک old ironsides. این ناوچه از زمانی معروف شد که توپ‌های بریتانیایی در جنگ سالِ 1812 بدنه از جنس بلوط آن را به توپ بستند. این کشتی قدیمی‌ترین کشتی جنگی به کار گرفته شده‌ است که هنوز شناور است.
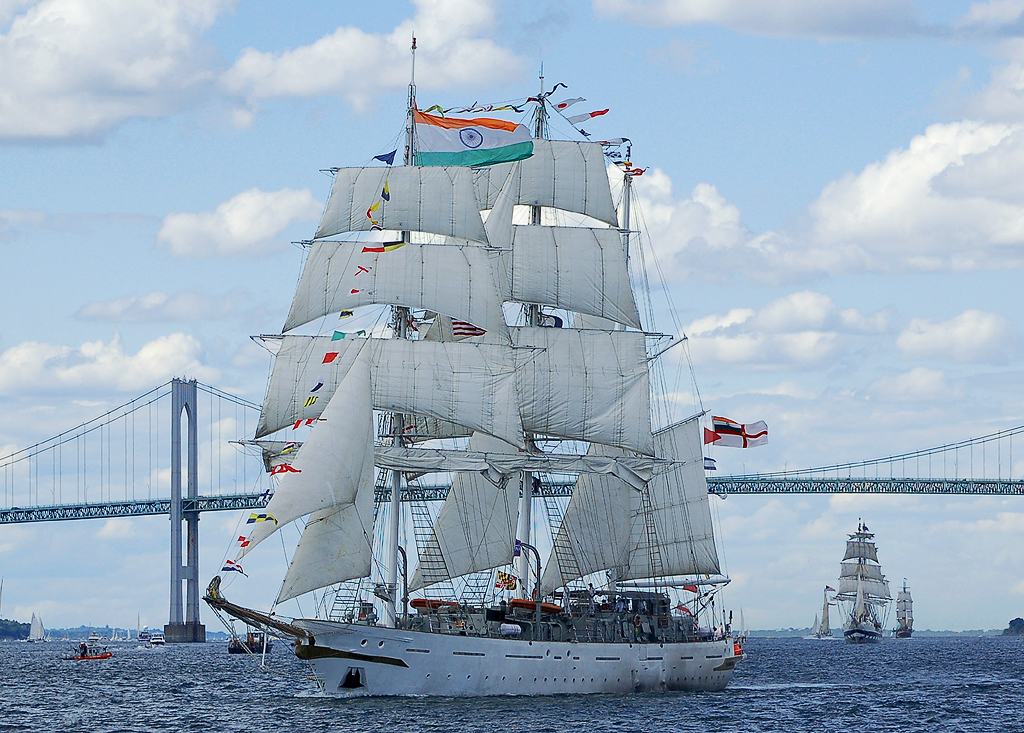
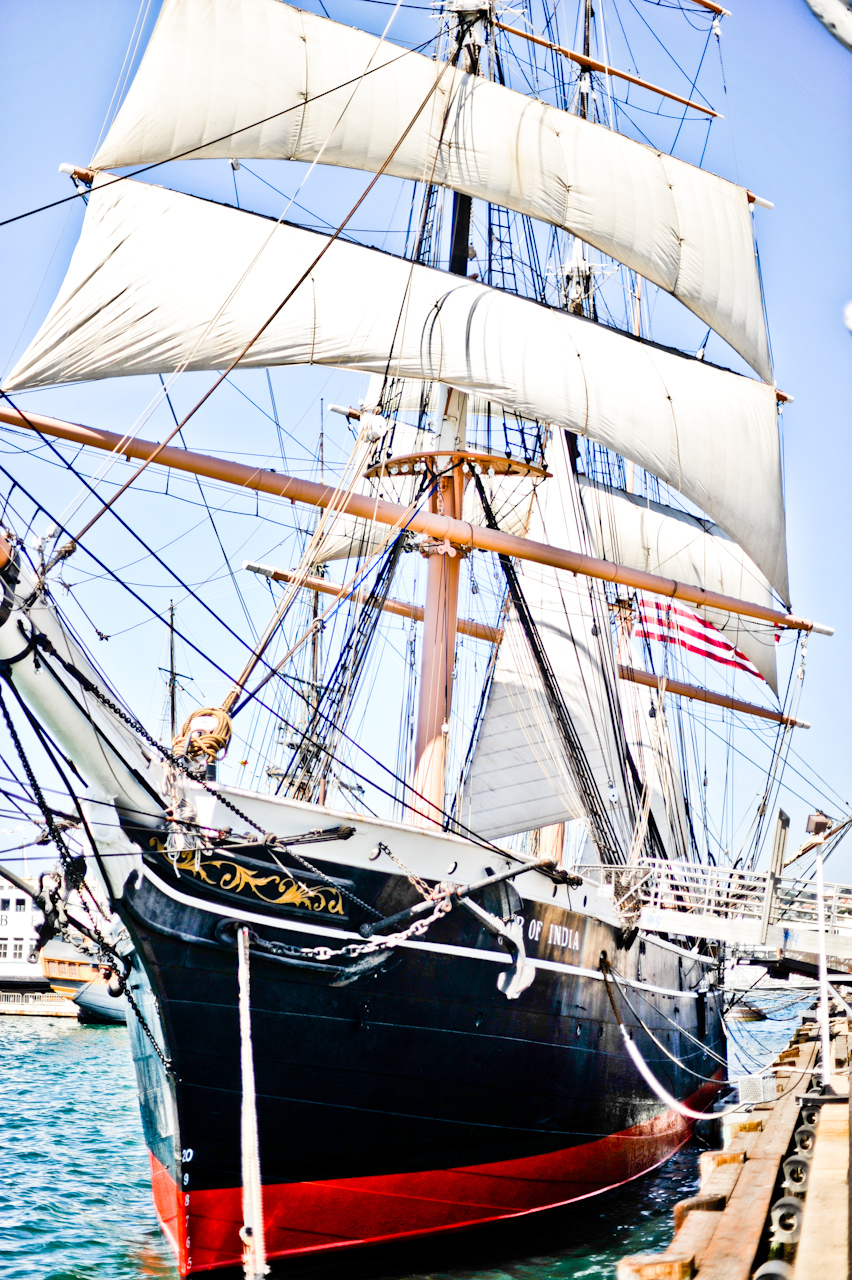
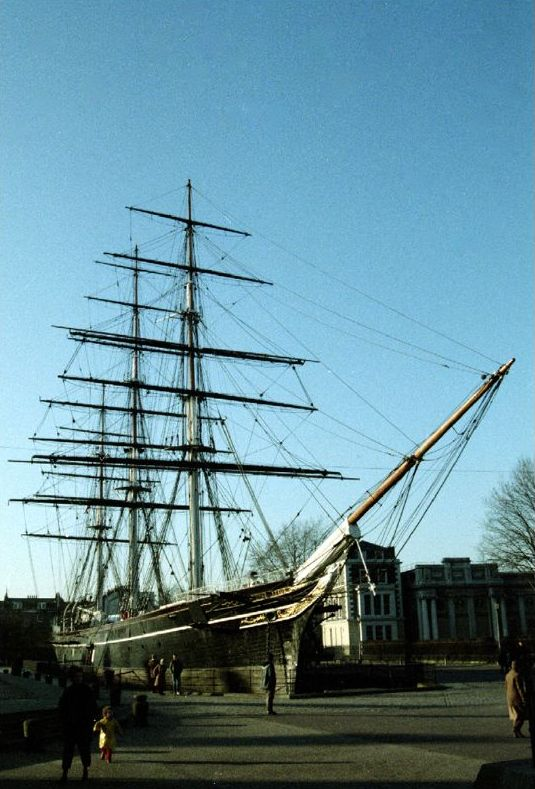
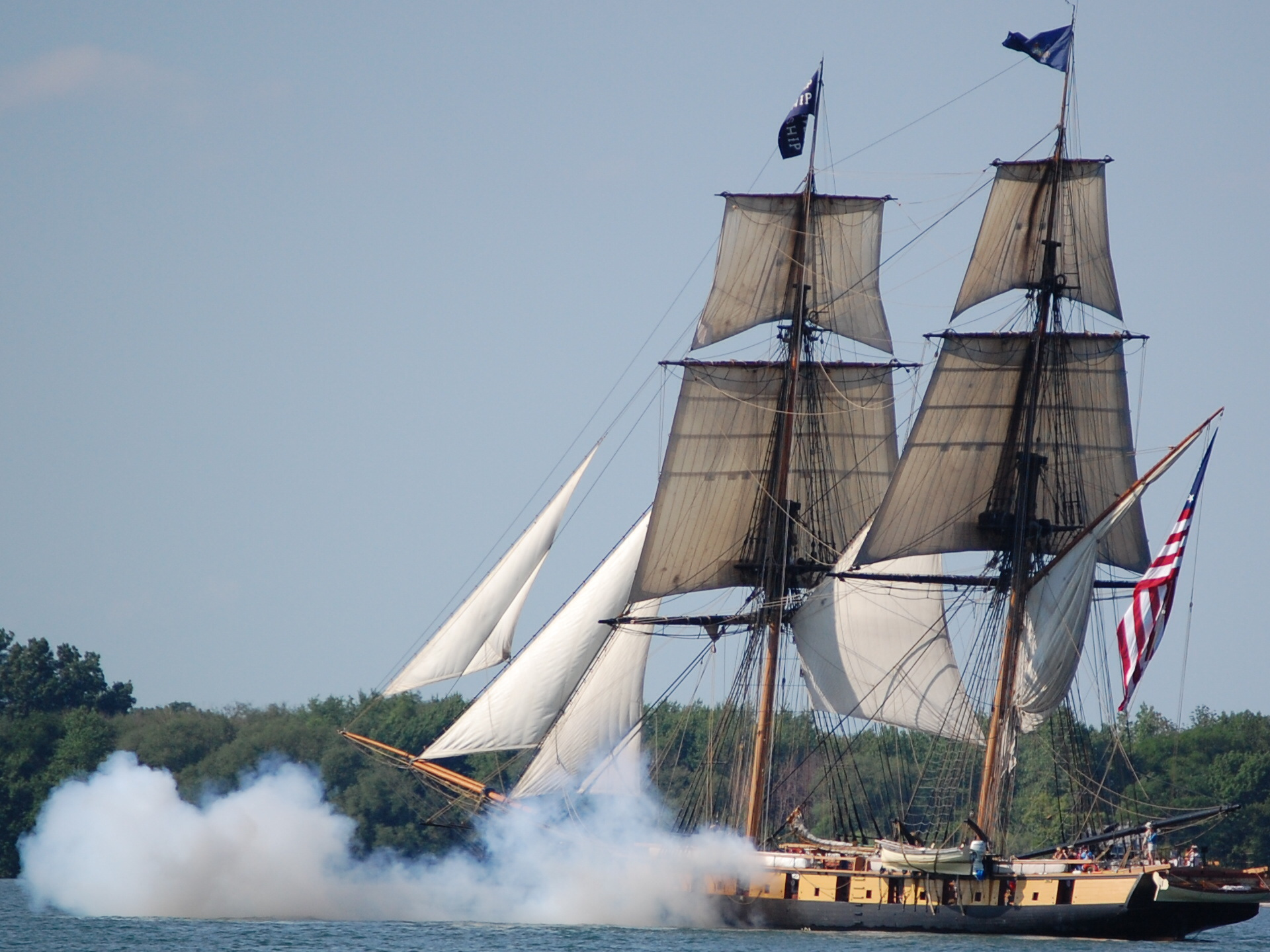